# Float-tube
Pour les articles homonymes, voir Flotte (homonymie).

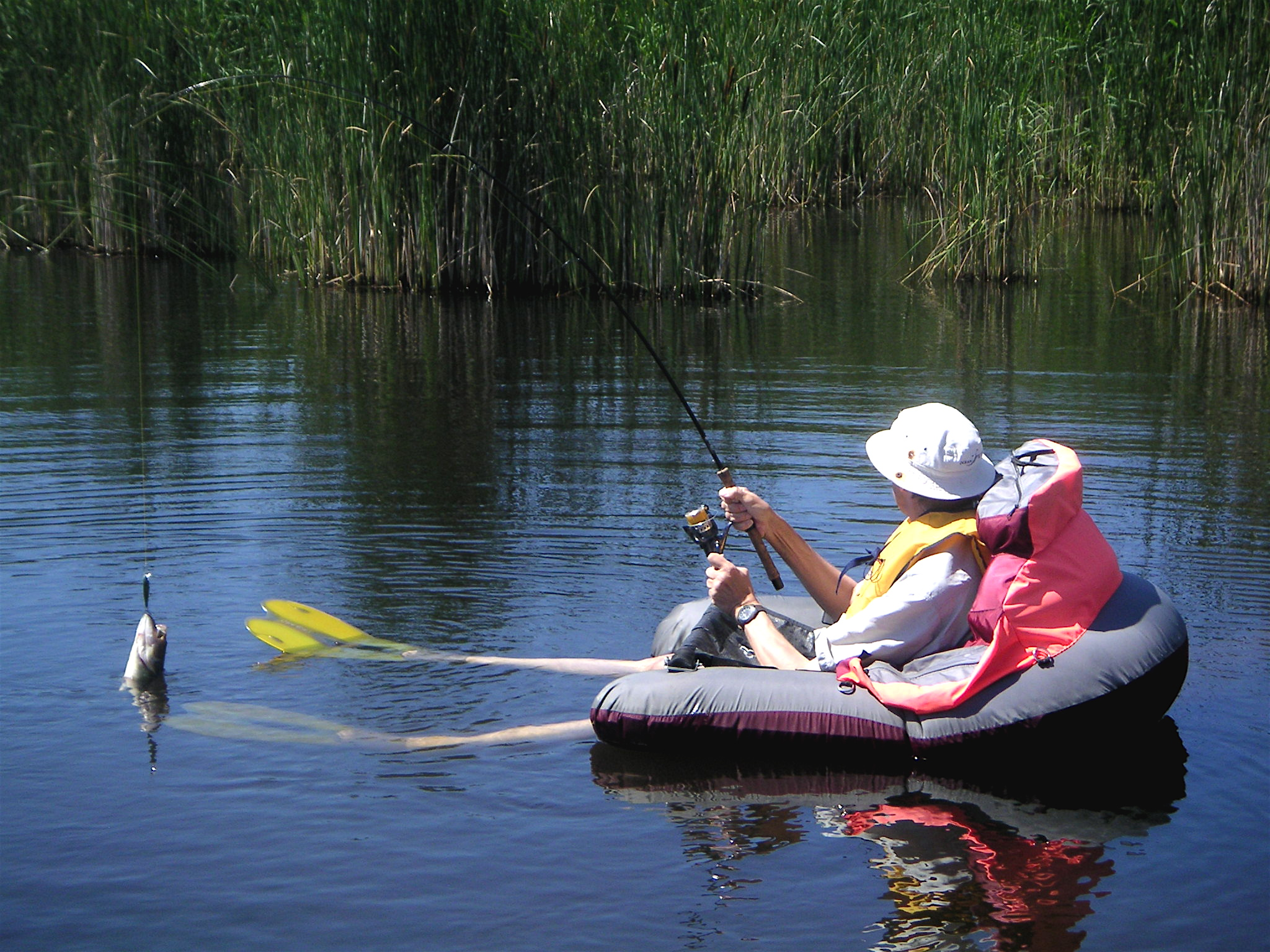
Pêche d'un achigan en float-tube

Un float-tube (francisé en flotte-tube) est un siège flottant composé de compartiments gonflables, utilisé pour la pêche de loisir en eau douce, que l'utilisateur déplace, en pêchant, au moyen de palmes. Il tourne le dos à sa direction et a de l'eau plus ou moins haut sur les jambes (protégées par des waders) selon la conception et le réglage du siège. La mise à l'eau, une fois l'équipement mis en place, est rapide, tout comme le retour sur la berge, des sangles permettant alors de transporter le tout comme un sac à dos jusqu'à un autre point de départ.
En général, les flotte-tubes servent à pêcher en des endroits difficilement accessibles du bord ou à accéder au poste dans un sens plus propice à la traque (animation des leurres du bord vers le large). 
La progression est assez lente et requiert un effort soutenu, et le flotte-tube est par ailleurs sensible au vent. Ces inconvénients font que le float-tube n’est pas l’engin idéal pour prospecter des étendues d’eau vastes ou traversées de courants. Des dispositifs motorisés par une petite hélice sont disponibles, pour être ajoutés aux modèles classiques, peu de modèles, sauf en haut de gamme, étant proposés avec ce mode de propulsion.
Toutefois, au regard des évolutions techniques de ces dernières années, le port du gilet de sauvetage, moteur ou rames, et stabilité bien améliorée. Le float-tube gagne fortement en sécurité. Ces améliorations permettent de faire face à des conditions climatiques plus prononcées, en sécurité pour leurs utilisateurs. La largeur a beaucoup augmentée pour les personnes de grandes tailles ou de fort gabarit. 
La plupart des marques proposent des palmes prévues pour des chaussures ou les chaussons de waders. Il est aussi possible de se déplacer en float tube au moyen de petites rames, la pêche étant interrompue.

## Types

### Float-tube en tissu
Ce type de float-tube est le plus répandu avec des flotteurs faits en tissu recouvert parfois de PVC afin de les rendre plus solides. Légers et faciles à ranger, ils sont privilégiés par les utilisateurs. Il s'agit de float-tubes de premier prix, ils sont relativement fragiles et ne peuvent porter de lourdes charges.

### Float-tube en PVC
Fabriqués sur le principe des bateaux gonflables, les float-tubes en PVC ne requièrent aucun morceau de tissu. Gonflés à pression moyenne, ils sont plus rigides que les float-tubes en tissu et peuvent porter plus de charge avec une plus grande stabilité.

### Float-tube dropstitch
Ce type de float-tube s'inspire de la fabrication des paddles, le dropstitch consistant en deux couches de PVC tenues entre elles par des milliers de microfilaments permettant une fois la chambre gonflée, vers un bar, d'avoir une surface extrêmement rigide.

## Réglementation
En France, le statut du float-tube est flou. Plutôt considéré comme engin de navigation de plage ou de baignade, il ne devrait être utilisé qu'aux endroits où la baignade n'est pas interdite, et son usage dans les voies navigables devra être limité. Ex: lors de d'écopage de Canadairs sur les grandes étendues d'eau, même alerté par la sirène, en float-tube, il est parfois difficile de s'éloigner rapidement. Ce cadre assez incertain une fois connu, le détail des possibilités ou lieux autorisés peut être demandé aux préfectures, chaque préfet ayant la main sur les conditions applicables dans le département. Les fédérations de pêche peuvent naturellement être interrogées sur ce point.